# 哥特蘭語
哥特蘭語（Gutamål）是瑞典語的方言，通行於瑞典東南部哥特蘭島及法羅島，語言學上屬於印歐語系日耳曼語族北日耳曼語支。據一個網站統計，現在在Facebook上有1500人使用哥特蘭語。